# Dysidea aedificanda
Dysidea aedificanda är en svampdjursart som först beskrevs av R.W. Harold Row 1911.  Dysidea aedificanda ingår i släktet Dysidea och familjen Dysideidae. Inga underarter finns listade i Catalogue of Life.